# جامعة ولاية إلينوي
جامعة ولاية إلينوي (بالإنجليزية: Illinois State University)‏ هي أقدم جامعة عامة في ولاية إلينوي الأمريكية. أسست سنة 1857، ومقرها مدينة نورمال بولاية إلينوي.
تأسست الجامعة في الأصل لتخريج المعلمين، وتصنفها الرابطة الأمريكية لكليات تعليم المعلمين (بالإنجليزية: American Association of Colleges of Teacher Education)‏ ضمن المؤسسات التعليمية الأغزر إنتاجًا للمعلمين في الولايات المتحدة.

## كليات الجامعة
- كلية الأعمال
- كلية التربية
- كلية العلوم التطبيقية والتقنية
- كلية الفنون الجميلة
- كلية الفنون والعلوم
- كلية مينونايت للتمريض

## خريجون بارزون
- جون مالكوفيتش
- جين لنتش
- شون هايز
- غاري سينيز
- غاري كول
- كارلوس بيرنارد
- كريغ روبنسون
- كلوريس ليتشمان
- لوري ميتكاف
- نيلسن إيليس

## أساتذة بارزون
- عصام نصار

## وصلات خارجية
- الموقع الرسمي للجامعة (بالإنجليزية)